# Манштейн, Александр Сергеевич
Манштейн Александр Сергеевич  (22 июня 1888, Царское село, Российская империя - 2 февраля 1964, Бизерта, Тунис) — из семьи офицеров Русской армии Манштейнов. Родители — Сергей Андреевич Манштейн (1861-1934), Анастасия Александровна Насветевич (1864).

## Биография
А.С.Манштейн родился 22 июня 1888 года в Царском селе. В 1908 году окончил Морской корпус в Санкт-Петербурге (Мессинский выпуск), старший лейтенант.
Во время учебного двухмесячного плавания в ноябре 1908 году на линейном корабле «Цесаревич» в Средиземноморье принял участие в спасательных работах населения города Мессины.
Действительная служба в Императорском флоте России для А. С. Манштейна началась весной 1909 года. Он получил назначение на судно связи «Геок-Тепе» в составе Каспийской флотилии. В 1911 был назначен в Балтийский флот, в 1914 был переведен в Ревель, где принял командование посыльным судном службы связи «Невка».
В 1914 г. был опубликован сборник рассказов «Гангутская победа и другие подвиги моряков и судов родного флота» (Санкт-Петербург, 1914 г.), в который вошло 11 рассказов А. С. Манштейна, посвященных офицерам и кораблям флота в первой морской победе русского флота в 1714 г. : «Гангутская победа», «Капитан де-Фремери», «Брандер Ильина», «Подвиг капитана Сакена», «Подвиги капитана-лейтенанта Кроуна», «Бриг „Александр“», «Бой тендера „Опыт“ с английским фрегатом», «Бой брига „Меркурий“ с двумя турецкими кораблями», «Бой „Весты“ с турецким броненосцем», «Бой миноносца „Страшный“ 31-го марта 1904 года», «Броненосец „Адмирал Ушаков“». В этот же сборник вошли рассказы лейтенанта А. Н. Лушкова «Геройская гибель броненосца „Князь Суворов“» и капитана 2-го ранга А. В. Домбровского «Русские моряки в Мессине в 1908 году». Сборник был удостоен премии имени графа С. А. Строганова.
В феврале 1918, когда немцы заняли Ревель, А. С. Манштейн шесть месяцев находился в казармах для интернирования русских офицеров. Осенью через Украину присоединился к ВСЮР в Новороссийске. В апреле 1919 года был назначен командиром эсминца «Жаркий» которым командовал до 1924 года. Его стараниями и настойчивостью миноносец был эвакуирован в составе Русской эскадры в Бизерту. «Жаркий» привел на буксире плавучий транспорт-мастерскую «Кронштадт». 
В Бизерте, после отъезда штаб-офицера С. Л. Трухачева в Тунис, Манштейн был назначен командиром бывшего броненосца «Георгий Победоносец» (1923-1924) — общежития для русских эмигрантов. В Тунисе после ликвидации эскадры брался за любую работу: тачал сапоги, занимался чеканкой, делал рамки для фотографий, выполнял поделочные работы на заказ. В 1930-е годы был избран членом Комитета по строительству русского православного храма Александра Невского в Бизерте, храма-памятника кораблям Русской эскадры. Соорудил крест над киотом в указанном храме. Жил с семьёй в Бизерте, где и скончался 2 февраля 1964 года. 

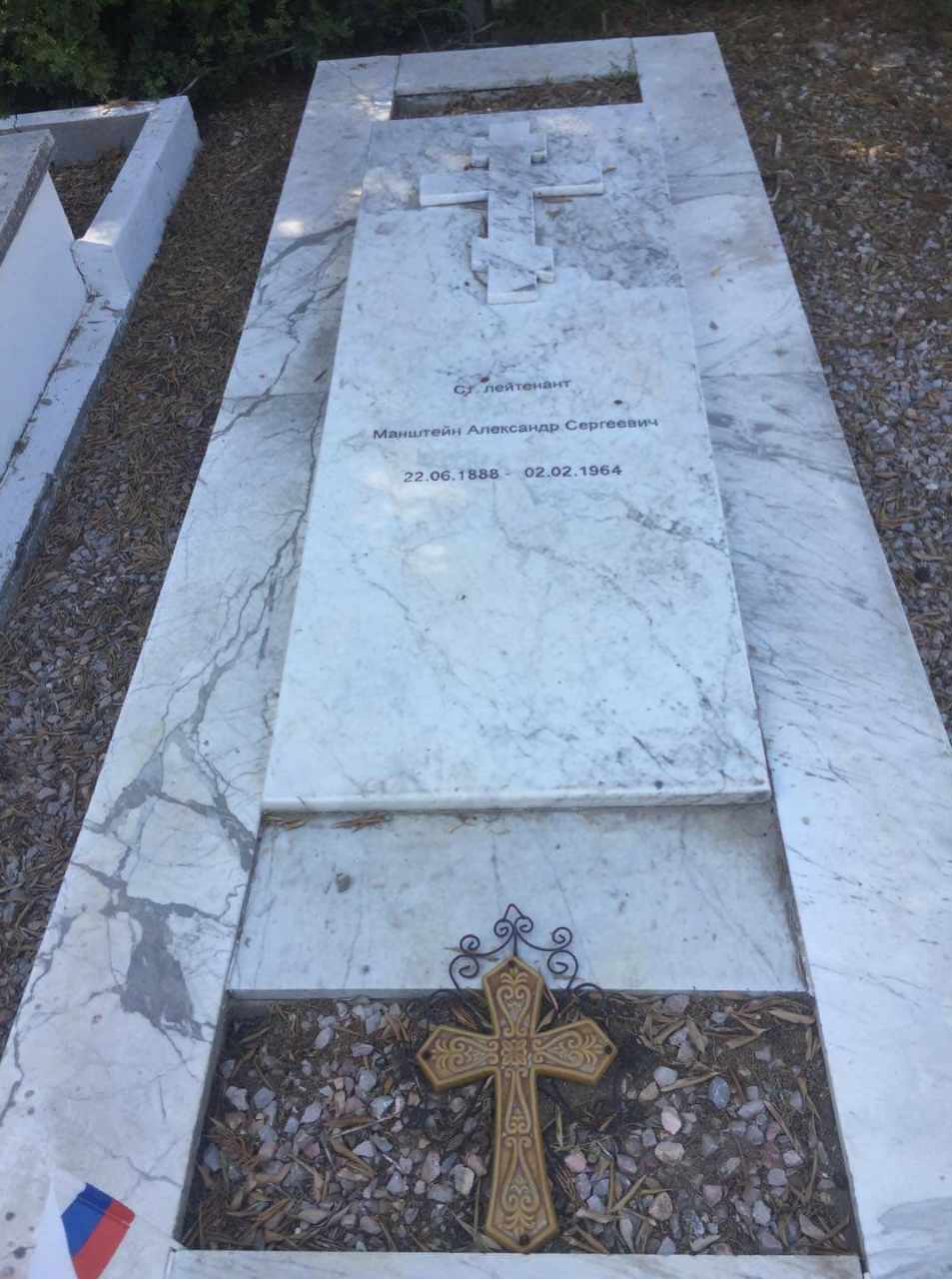
Могила А.С.Манштейна

Могила Александра Манштейна находится на христианском кладбище Бизерты (37.°16′17″ с.ш. 9.°51′34″ в.д.). Включена в Перечень находящихся за рубежом мест погребения, имеющих для Российской Федерации историко-мемориальное значение.

## Семья
Жена Зоя Николаевна (урожд. Доронина, 13 февраля 1890, Санкт-Петербург, Российская империя - 19 июня 1961, Страсбургˌ Франция). Прибыла в Бизерту с детьми в декабре 1920 г. на пассажирском транспорте «Великий князь Константин». С миноносца «Жаркий» переехала с детьми на бывший линкор «Георгий Победоносец» (до начала 1925 г.). В эмиграции выполняла хозяйственные работы во французских семьях.
Дочери:
Анастасия (23 августа 1912, родовое имение близ Лисичанcка, Российская империя - 21 декабря 2009, Бизерта, Тунис; замужем за С. Ширинским) стала старейшиной русской общины в Тунисе. Анастасия Александровна внесла большой вклад в сохранение исторических реликвий и памяти о Русской эскадре и её моряках. Написала книгу-воспоминаний «Бизерта. Последняя стоянка», изданную на французском и на русском языках (1996, 1999-2000). В 2005 году за эту книгу Анастасии Александровне была присуждена специальная награда Всероссийской литературной премии «Александр Невский» "За труды и Отечество".
Ольга (30 апреля 1917, Таллин - 7 октября 2001, Ницца, Франция, замужем за Н. И. Мандрыкой).
Александра (27 сентября 1918, Привольное, Ставропольский край, Российская империя - 18 сентября 1991, Тулон, Франция; замужем за А. Н. Апухтиным).
Мария (3 марта 1924, Бизерта, Тунис - 14 июля 1925, Бизерта, Тунис).